# 153. Feldausbildungs-Division
Die 153. Feldausbildungs-Division war eine deutsche Infanteriedivision im Zweiten Weltkrieg.

## Geschichte

### Aufstellung
Die Division wurde im Dezember 1942 aus Teilen der 153. Reserve-Division durch den Wehrkreis III aufgestellt.

### Aufstellung aus Resten der 153. ResD
Die auf der Krim stehenden Teile wurden in dort stehende Division eingegliedert und die bei der Heeresgruppe Süd stehenden Teile gingen zur 258. Infanterie-Division. Der Rest der ehemaligen 153. Reserve-Division wurde Mitte Dezember 1942 auf der Krim zusammengezogen und bildete die 153. Feldausbildungs-Division (1) mit Hauptquartier in Potsdam. Es sollten drei Grenadier-Regimenter gebildet werden, welche ab Mitte Januar 1943 für die Rekrutenaufnahme bereitstehen sollten.

### Verlegung an die Ostfront
Von Februar bis September 1943 unterstand die Division dem XXXXII. Armeekorps in der Heeresgruppe A, anschließend bis Dezember 1943 bei der gleichen Heeresgruppe nun bei der 17. Armee. Ende März 1943 waren die Reserve-Grenadier-Regimenter in Grenadier-(Feldausbildungs-)Regiment umbenannt worden. Ab Januar 1944 war die Division in der Region um Sewastopol im Einsatz.

### Vernichtung
Die Division bestand bis zu ihrer Vernichtung bei schweren Kämpfen auf der Krim im März 1944.

### Wiederaufstellung 1944 Ukraine
Im April 1944 erfolgte aus den Resten der ehemaligen Feldausbildungs-Division eine Wiederaufstellung der 153. Feldausbildungs-Division (2) in der Ukraine. Die Unterstellung war bei der Heeresgruppe Südukraine unter die 6. Armee und ab Mai 1944 unter die 3. rum. Armee.

## Gliederung der 153. Feldausbildungs-Division (2)
- Grenadier-(Feldausbildungs-)Regiment 715 mit drei Bataillonen
- Grenadier-(Feldausbildungs-)Regiment 716 mit drei Bataillonen
- Grenadier-(Feldausbildungs-)Regiment 717 mit drei Bataillonen
- (Feldausbildungs-)Artillerie-Regiment 453
- (Feldausbildungs-)Pionier-Bataillon 153
- Divisionseinheiten 153

### Rumänien
Von Juni an war die Division zur Verfügung gestellt und stand bei Tighina.

### Vernichtung 1944
Diese Division wurde jedoch im August 1944 in Rumänien, wieder bei der 6. Armee zugeordnet, zerstört.

### Kapitulation von Resten
Teile wichen nach Bulgarien aus und gingen dann, wie auch der Divisionskommandeur Generalleutnant Friedrich Bayer, in sowjetische Kriegsgefangenschaft.

### Wiederaufstellung 1944 Ungarn
Im Oktober 1944 wurde die Division zum dritten Mal aufgestellt.

## 153. Feldausbildungs-Division (3)

### Aufstellung mit Resten der vorherigen Division
Die Aufstellung erfolgte beim Befehlshaber des rückwärtigen Heeresgebiets bei der Heeresgruppe Süd, diesmal in Ungarn und mit Hauptquartier in Berlin-Spandau.

### Vernichtung
Nach der Zerschlagung der 153. Feldausbildungs-Division (3) Ende 1944 bei Székesfehérvár existierten die Resteinheiten als Kampfgruppe weiter.

## 153. Grenadier-Division

### Aufstellung mit Divisionskampfgruppe 153. FeldausbD
Im Februar 1945 wurde diese in die neu aufgestellte 153. Grenadier-Division überführt, welche auch bei der Heeresgruppe Süd zugeordnet war.

### Plattensee
Die Division nahm an der Plattenseeoffensive teil.

### Heeresgruppe Mitte
Von April 1945 an bis Kriegsende stand die Division bei der 1. Panzerarmee der Heeresgruppe Mitte.

### Kapitulation
Die Division geriet bei Deutsch-Brod in sowjetische Kriegsgefangenschaft. Der Divisionskommandeur Karl Edelmann konnte der Gefangennahme entgehen und ging später in amerikanische Kriegsgefangenschaft.

## Gliederung der 153. Grenadier-Division
- Grenadier-(Feldausbildungs-)Regiment 715 mit nur noch zwei Bataillonen
- Grenadier-(Feldausbildungs-)Regiment 716 mit nur noch zwei Bataillonen
- Grenadier-(Feldausbildungs-)Regiment 717 mit nur noch zwei Bataillonen
- Artillerie-Regiment 453
- Füsilier-Bataillon 153

## Kommandeure
- Generalleutnant Diether von Boehm-Bezing: von der Aufstellung bis Mitte Januar 1943

- Generalleutnant René de l’Homme de Courbière: von Mitte Januar 1943 bis Anfang Juni 1943
- Generalmajor Kurt Gerok: von Anfang 1943 bis Mitte Juni 1944
- Generalleutnant Friedrich Bayer: von Mitte Juni 1943 bis Mitte September 1944
- Generalmajor Hermann Winkler: von Mitte September 1944 bis Mitte April 1945
- Generalleutnant Karl Edelmann: von Mitte April 1945 bis zur Auflösung